# Wilhelm von Eckermann
Carl Wilhelm Thure von Eckermann, född 7 juli 1853 i Ripsa socken i Södermanlands län, död 10 juni 1937, var en svensk marinofficer, kammarherre och bolagschef. Han hade tjänst i flottan i Karlskrona och var gift med  Ebba von Eckermann, född grevinna von Hallwyl.

## Biografi
Wilhelm von Eckermanns släkt stammade från Mecklenburg och tillhörde den ointroducerade adeln i Sverige. Hans far, Anton von Eckermann, hade gått bort tidigt och lämnat Wilhelms mor, grevinnan Ulrika Lewenhaupt, med nio barn att försörja på Edeby säteri i Södermanland.
När Wilhelm von Eckermann 1885 friade till Ebba von Hallwyl hade han därför ingen egen förmögenhet och torde därmed inte ha varit ett lysande parti för henne. Den 30 januari 1886 vigdes paret i tyska S:ta Gertruds kyrka i Stockholm.
Paret fick fyra barn: Harry von Eckermann (1886-1969), Ebba von Eckermann (1888-1914), Carola von Eckermann, gift Wachtmeister (1890-1979) och Wilhelm von Eckermann (1893-1899)

### Militär karriär

Fotografiporträtt på Wilhelm von Eckermann, 1870-1900.

Wilhelm och Ebba von Eckermann fick sitt första gemensamma hem i Karlskrona, där han hade tjänst i flottan. von Eckermann blev underlöjtnant vid flottan 1874 och kapten 1886. 37 år gammal drabbades Wilhelm von Eckermann av sjukdom och tog avsked ur flottan 1890. Han hade sedan under hela sitt liv problem med hälsan. Familjen flyttade från Karlskrona till Södertuna gård i Södermanland, som de fick i gåva av Ebbas mormor Johanna Kempe.

### Kammarherre
Jordbruket på Södertuna intresserade inte Wilhelm von Eckermann och han ville gärna ha någon annan sysselsättning. Hans kusin, Claës Lewenhaupt, var kabinettskammarherre hos kronprinsen och föreslog Wilhelm von Eckermann som kammarherre hos kronprinsessan Viktoria, vilket han blev 1898. Som kammarherre tjänstgjorde von Eckermann mestadels vid utlandsresor och statsbesök. Han blev förste kammarherre vid drottning Viktorias hovstat 1916 och 1927 utnämndes han till överstekammarjunkare.

### Familjeföretaget Ljusne-Woxna Aktiebolag
När Wilhelm von Eckermanns svärfar Walther von Hallwyl började fundera på att pensionera sig erbjöds Wilhelm posten som bolagschef i familjeföretaget Ljusne-Woxna Aktiebolag som grundats av Ebbas von Eckermanns morfar Wilhelm Kempe. Wilhelm von Eckermann tackade inte genast ja, men lät sig övertalas. Han kom in i företaget i början av en period av krisår med storstrejken 1909, krigsåren och finanskrisen 1918-1919. Wilhelm von Eckermann var trots detta omtyckt i bygden runt Ljusne. Han omtalades som en klok man och man hyste stor respekt för honom.
Wilhelm von  Eckermann skötte företaget enligt gamla traditioner och när oenighet uppstod bland aktieägarna försökte han avstyra en försäljning av bolaget, eftersom han ansåg det som oklokt och inte ville se arbetarna kastas ut i en osäker framtid.
1912 omorganiserades bolaget och det bestämdes att en förvaltare självständigt skulle sköta bolagets skogsförvaltning och Woxna bruk och driften i Ljusne skulle ledas av en överingenjör. Wilhelm von Eckermanns äldste son, Harry von Eckermann, var bergsingenjör och kallades hem från USA för att ta hand om verksamheten i Ljusne.
1926 köpte Ströms Bruk AB samtliga aktier i företaget och därmed var den von Hallwylska och von Eckermannska epoken förbi.

## Utmärkelser

### Svenska utmärkelser
- Konung Oscar II:s och Drottning Sofias guldbröllopsminnestecken, 1907.[5]
- Konung Gustaf V:s jubileumsminnestecken med anledning av 70-årsdagen, 1928.[3]
- Kronprins Gustafs och Kronprinsessan Victorias silverbröllopsmedalj, 1906.[5]
- Kommendör med stora korset av Nordstjärneorden, 6 juni 1929.[6]
- Kommendör av första klassen av Nordstjärneorden, 6 juni 1919.[7]
- Kommendör av andra klassen av Nordstjärneorden, 6 juni 1913.[8]
- Riddare av första klassen av Svärdsorden, 1895.[9]
- Riddare av första klassen av Vasaorden, 1901.[10]

### Utländska utmärkelser
- Storkorset av Belgiska Leopold II:s orden, tidigast 1925 och senast 1928.[2][11]
- Kommendör av första klassen av Badiska Berthold I av Zähringens orden, senast 1915.[5]
- Kommendör av första klassen av Badiska Zähringer Löwenorden, senast 1915.[5]
- Kommendör av första klassen av Finlands Vita Ros’ orden, tidigast 1925 och senast 1928.[2][11]
- Kommendör av andra graden av Danska Dannebrogorden, senast 1915.[5]
- Riddare av andra klassen av Preussiska Kronorden, senast 1915.[5]
- Riddare av Franska Hederslegionen, senast 1915.[5]
- Riddare av tredje klassen av Österrikiska Järnkroneorden, senast 1915.[5]
- Riddare av Luxemburgska Adolf av Nassaus civil- och militärförtjänstorden, senast 1915.[5]